# Josef Mysliveček
Josef Mysliveček (Prága, 1737. március 9. – Róma, 1781. február 4.) cseh zeneszerző, Wolfgang Amadeus Mozart barátja volt.

## Élete
Egy molnár fia volt. 1744-től filozófiát és irodalmat tanult ikertestvérével együtt a prágai egyetemen. Később zeneszerzői tanulmányokat kezdett Franz Johann Habermann (1706-1783) irányításával, valamit orgonázni tanult Josef Segernél (1716–1782). Örökségéről lemondott testvére javára; hegedűsként kereste kenyerét.
Első művét, a Vincenz von Waldstein grófnak szentelt hat szimfóniát, amelyeket az év első hat hónapjáról nevezett el, 1763-ban hozta nyilvánosságra.
1763 novemberében Waldstein gróf támogatásával Velencébe utazott és Giovanni Pescetti (1706-1766) mellett tanult komponálást. Első színpadi művét, a Semiramide-ot, 1765-ben Bergamóban adták elő. Az olaszok a számukra kimondhatatlan neve miatt az „Il Boemo“-nak („a cseh”) hívták.
Hamarosan a legjobban fizetett operaszerzővé vált Itáliában. Híre Európa-szerte elterjedt; 18 operáját lemásolták a portugál udvar számára; műveit Párizsban, Londonban, Amszterdamban kinyomtatva is megjelentették, ami akkoriban még nem volt magától értetődő. Viszonya alakult ki a kor ünnepelt énekesnőjével, Caterina Gabriellivel (La Gabrielli).
Mozarttal először 1770-ben találkozott Bolognában, akivel jóbaráti kapcsolatba került. A 19 évvel fiatalabb Mozart néhány művében határozottan kimutatható az ugyancsak nagyon termékeny Myslivecek (26 opera mellett számtalan egyéb zeneművet jegyzett) hatása.
1775-ben mutatkoztak nála először a szifilisz szimptómái. Csillaga művészi és pénzügyi szempontból is lehanyatlott, a további sikerek elkerülték, anyagi gondokkal küzdött. Az akkoriban gyógyíthatatlan betegség fokozatosan felőrölte testét. Orrát az orvosok eltávolították, ezzel próbálva megállítani a betegség előrehaladását. Szegényen, elfeledve halt meg Rómában. Sir Brady, egy angol barátja és tanítványa temettette el a római San Lorenzo in Lucina templomban, ahol ma is látható a síremléke.

## Fordítás
- Ez a szócikk részben vagy egészben a Josef Mysliveček című német Wikipédia-szócikk ezen változatának fordításán alapul.  Az eredeti cikk szerkesztőit annak laptörténete sorolja fel. Ez a jelzés csupán a megfogalmazás eredetét és a szerzői jogokat jelzi, nem szolgál a cikkben szereplő információk forrásmegjelöléseként.